# زبان ایدو
ایدو یک زبان ساختگی است که پس از اسپرانتو می‌توان آن را پراهمیت‌ترین زبان ساختگی جهان دانست. این زبان در اوایل قرن بیستم توسط گروهی از گویش‌وران اصلاح‌طلب اسپرانتو ابداع شد اما امروز گویش‌گران بسیار کمی دارد که اکثراً در اروپا هستند. (احتمالاً چیزی بین ۱۰۰۰ تا ۲۵۰۰ نفر)
ایدو در واقع توسط عده‌ای از اسپرانتودانان اصلاح طلب ابداع شد و بسیاری از متکلمان زبان ایدو اسپرانتودان بوده‌اند که بعداً به این زبان گرایش پیدا کرده‌اند. جماعت بسیاری از ایدودان‌ها در آلمان، فرانسه و اسپانیا می‌باشند و تعدادی نیز در دیگر کشورها. همچنین بین کسانی که به زبان ایدو صحبت می‌کنند با کسانی که به این زبان آشنا هستند فرق است. خیلی از اسپرانتودان‌ها به این زبان آشنا هستند ولی زبان مورد استفاده‌شان اسپرانتو است و از ایدو استفاده نمی‌کنند.

## ایدو و اسپرانتو
ایدو از نظر دستوری بسیار به زبان اسپرانتو شبیه می‌باشد. همچنین از نظر واژگان. ایدو و اسپرانتو دو زبان ساده از نظر دستوری، آموزش و استفاده از واژگان با ریشهٔ اروپایی می‌باشند:

### تفاوت‌های ایدو و اسپرانتو
- الفبای اسپرانتو دارای ۶ حرف غیر لاتین می‌باشد که ۳ حرف آن در هیچ زبان زنده دیگری وجود ندارند. به دیگر سخن اسپرانتو برای استفاده در اینترنت، پست الکترونیک دارای اشکالات تایپی می‌باشد که برای این منظور از روش‌های مختلفی استفاده می‌شود. ایدو این مشکل را با انتخاب الفبای ۲۶ حرفی لاتین (انگلیسی) برطرف نموده است. ۲ تا از این حروف یعنی ch (چ) و sh (ش) ترکیبی بوده و حرف kv زبان اسپرانتو تبدیل به qu شده‌است که صدای (کو) می‌دهد همانند واژه‌ی quick انگلیسی. حرف gu نیز جانشین حرف gv اسپرانتو شده‌است. واژه‌های ایدو فونتیک بوده که در نگارش و خواندن هیچ تغییری ندارند.
- زبان ایدو دارای اشکالات دستوری زبان اسپرانتو نیست. در زبان اسپرانتو صفت با اسم همراه است در مفرد به صورت مفرد و در جمع به صورت جمع می‌آید درحالی که در زبان ایدو اینگونه نیست.
- اسپرانتو برای بیان حالت مفعولی (را) از حرف n استفاده می‌نماید که این حالت در زبان ایدو اختیاری می‌باشد.
- ایدو قابلیّت تبدیل واژگان را از حالتهای مختلف به هم دارد از قبیل اسم به صفت، صفت به قید و غیره.
- ایدو همانند اسپرانتو دارای نام‌های مؤنّث مشتق شده از نام‌های مذکّر برای بیان اسم‌های خانوادگی نیست. در اسپرانتو واژه‌ی خواهر از واژه‌ی برادر مشتق شده است و الخ. در ایدو یک واژه اصلی می‌باشد که هر دو جنس مذکر و مؤنث از آن مشتق می‌شوند برای مثال واژه frato (برادری و خواهری) که از آن fratulo (برادر) و fratino (خواهر) مشتق شده‌است. در صورت کلی ایدو دارای ۲ یا ۳ ریشه - واژه می‌باشد همانند genitoro (والدین)، patro (پدر) و matro (مادر) درحالی‌که در اسپرانتو فقط یکی می‌باشد.

## آواشناسی
حروف صدادار ایدو همان ۵ حرف اسپرانتو (a، e i، o، u) می‌باشند. تکیه آوائی نیز در سیلاب یکی مانده به آخر است جز در افعال که در سیلاب پایانی می‌باشد.

## دستور زبان
هر واژه در فرهنگ لغات ایدو از یک ریشه - واژه ساخته شده‌است. یک ریشه - واژه شامل یک ریشه و یک پایانه دستوری می‌باشد. دیگر واژگان را می‌توان با تغییر پایانه آن واژه ساخت. در زبان ایدو هیچ قانون اجباری جایگاه دستوری واژگان وجود ندارد و دلبخواه است.
تعدادی از پایانه‌های دستوری:
- o-: نام‌های مفرد
- i-: نام‌های جمع
- a-: صفت
- e-: قید
- ir-: مصدر در زمان گذشته
- ar-: مصدر در زمان حال
- -or: مصدر در زمان آینده
- -is: فعل در زمان گذشته
- -as: فعل در زمان حال
- -os: فعل در زمان آینده
- -us: فعل شرطی
- -ez: فعل امری

## ضمایر شخصی
مفرد جمع نامشخص
اول شخص دوم شخص سوم شخص اول شخص دوم شخص سوم شخص
خودمانی محترمانه مذکر مؤنث خنثی در صورت مهم مشخص نبودن جنسیت
فارسی: من تو شما او او او او ما شما آن‌ها کسی، شخصی
ایدو: me tu vu il(u) el(u) ol(u) lu ni vi li on(u)

## نمونه‌ای از ایدو

### شاهزاده کوچولو به زبان ایدو
بخشی از فصل ۱۷ این کتاب:
(...)
–Bona nokto! –dicis la surprizata princeto.
–Bona nokto! –dicis la serpento.
–Adsur qua planeto me falis ? –questionis la princeto.
–Adsur Tero، sur Afrika. –respondis la serpento.
–Ha !... Kad esas nulu sur Tero ?
–To esas la dezerto، e nulu esas sur la dezerti. Tero esas tre granda –dicis la serpento.
La princeto sideskis sur stono e levis lua okuli a la cielo.
–Me questionas a me –lu dicis- ka la steli intence brilas por ke uladie singlu povez trovar sua stelo. Videz mea planeto، olu esas exakte super ni... ma tre fore!
–Olu esas bela planeto –dicis la serpento-. Por quo vu venis adhike ?
–Esas chagreneto inter floro e me –dicis la princeto.
–Ha! –dicis la serpento.
E la du permanis silence.
–Ube esas la personi ? –klamis fine la princeto-. Onu esas kelke sola sur la dezerto...
–Inter la personi onu anke esas sola –dicis la serpento.
La princeto regardis la serpento longatempe.
–Vu esas stranja animalo! –dicis la princeto-. Vu esas tam tenua kam fingro...
–Yes، ma me esas plu potenta kam fingro di rejo –dicis la serpento.
La princeto ridetis.
–Me ne kredas ke vu esas tre potenta، mem vu ne havas pedi... nek vu povas voyajar...
–Me povas transportar vu plu fore kam navo -dicis la serpento.
Ed olu spulis la maleolo di la princeto، same kam ora braceleto.
–Ta quan me tushas retroiras a la tero deube lu venis. Ma vu esas pura e vu venas de stelo...
La princeto nulon respondis.
–Me kompatas vu، qua esas tante sola sur ta harda granita Tero. Me povas helpar vu se vu sentas nostalgio a vua planeto. Me povas...
–Ho! –dicis la princeto-. Me bone komprenis، ma pro quo vu sempre parolas enigmatoze ?
–Me solvas omna enigmati –dicis la serpento.
E la du permanis silence.

## نشستهای بین‌المللی زبان ایدو
تولوز در تاریخ ۲۳ تا ۲۷ سپتامبر میزبان نشست ۲۰۰۵ ایدو بود.
۲۰۰۴: کیو، اکراین - ۱۷ شرکت‌کننده از ۹ کشور.
۲۰۰۳: گروس بادن، آلمان - شرکت‌کننده از ۶ کشور.
۲۰۰۲: کراکف، لهستان - ۱۴ شرکت‌کننده از ۶ کشور.
۲۰۰۱: نورنبرگ، آلمان - ۱۴ شرکت‌کننده از ۵ کشور.
۱۹۹۸: بیائوبرزِگی، لهستان - ۱۵ شرکت‌کننده از ۶ کشور.
۱۹۹۷: باکوم (اکنون: کاستریکوم)، هلند - ۱۹ شرکت‌کننده از ۷ کشور.
۱۹۹۵: اِلسنیک، آلمان.
۱۹۹۱: اُستِند، بلژیک - ۲۱ شرکت کننده.
۱۹۸۰: نامور، بلژیک – ۳۵ شرکت کننده.
۱۹۶۰: زوریخ، سوئیس - حدود ۵۰ شرکت کننده.